# Salah Khalaf
Salah Khalaf (àrab: صلاح خلف, Ṣalāḥ Ḫalaf), també conegut com a Abu Iyad (àrab: أبو إياد, Abū Iyād) (Jaffa, 1933 - Tunísia, 14 de gener de 1991), fou un polític palestí, ajudant en cap i cap d'intel·ligència de l'Organització per a l'Alliberament de Palestina, i el segon oficial més veterà de Fatah després de Iàssir Arafat. Tant els Estats Units com Israel creuen que fou un dels fundadors de l'organització Setembre Negre. A les seves memòries declarà que seleccionà a dit els homes armats per a la Massacre de Múnic, així com transportà les pistoles i les granades de mà utilitzades en l'atac.
Sospitós d'haver estat ajudat per l'Agència Central d'Intel·ligència (CIA) per a trencar l'Organització Abu Nidal, Khalaf fou assassinat per un membre d'aquesta organització l'any 1991. Molts palestins i actors externs creuen que Abu Nidal estigué al darrere de la seva mort. No obstant, d'altres creuen que l'ordre vingué del president iraquià Saddam Hussein.

## Orígens
Khalaf nasqué l'any 1933 al nord de Jaffa, prop de Tel-Aviv. El seu pare, originari de Gaza, regentà una botiga de queviures al Mercat del Carmel, on la meitat de la seva clientela era jueva i aprengué hebreu, així com el seu fill fruit de la seva relació amb companys jueus sefardites. Un dels seus oncles estigué casat amb una jueva.
Després d'un incident l'any 1945 començà a sentir reticències cap als jueus, quan joves jueus l'increparen per ser àrab mentre anava a visitar els seus familiars. Li trencaren la bicicleta, i, a l'hora de tornar casa, s'assabentà que els seus amics jueus informaren, falsament, que havia apunyalat a jueus, en el moment de l'incident de la bicicleta a Jaffa. Amb 11 anys fou arrestat per la policia del Mandat Britànic de Palestina, torturat i sentenciat a un any d'arrest domiciliari. Quan acabà la sentència, s'adherí als "cadells de lleó" de la milícia Najjada, fundada pel seu director d'escola Muhammad al-Hawari, el qual l'inculcà el rebuig al racisme, al fanatisme i a l'obediència dogmàtica, així com li ensenyà a com contraatacar la violència amb violència. El 13 de maig de 1948 la seva família abandonà Jaffa amb barca per anar a Gaza, com a part d'un pla general inspirat en les notícies sobre la massacre de Deir Yassin i una sensació de superioritat militar jueva. Tingueren l'expectativa de retornar a casa un cop les hostilitats militars finalitzassin i els exèrcits àrabs els acompanyessin a través de les files sionistes. A principis de la dècada de 1950 emigrà al Caire, matriculant-se a l'institut de mestres de Dar al-Ulum. L'any 1951 esdevingué membre dels Germans Musulmans.

## Trobada amb Arafat, ingrès a l'OAP i massacre de Múnic
L'any 1951 conegué a Iàssir Arafat en una reunió de la Unió General d'Estudiants Palestins a la Universitat d'Al-Azhar, centre docent on estudiava literatura. L'any 1957 retornà a Gaza amb un grau combinat de filosofia i psicologia, i el certificat de docència de la Universitat Ain Shams, on fou assignat per a impartir classes a una escola de noies d'Al Zahra, una posició que fou, segons les seves memòries, un destí per tal de convertir-lo en un pària de la ciutat. El desplaçament durà sis mesos, després que fos transferit per a ensenyar en una escola provisional per a nois refugiats pobres al desert de Gaza. Responent a una trucada d'Arafat, es desplaçà a Kuwait i, juntament amb Arafat, Farouk al-Qaddum, Khaled al-Hassan, Abd al-Muhsin al-Qatan i Khalil Ibrahim al-Wazir fundaren Fatah, un nom que significa en àrab «Conquesta», compost per les inicials invertides de Harakat al-Tahrir al-Watani al-Filastini (Moviment d'Alliberament Nacional Palestí).
Fou acusat per Israel i els Estats Units d'haver fundat l'organització Setembre Negre. Com a resultat, fou arrestat per les autoritats jordanes i, més tard, alliberat després que apel·lés als seus camarades que aturessin la lluita i lliuressin les armes. Segons la biografia sobre Iàssir Arafat de Said Abu Rish, Arafat utilitzà el fet que Khalaf havia negociat amb Hussein I de Jordània per a defugir de les crítiques sobre la conducta dels combats entre guerrillers palestins i l'exèrcit jordà durant el 1970-71, representant a Khalaf com a feble. Alguns argumenten que el ridícul amb què es trobà la seva mediació fou un factor decisiu en el seu gir cap a tàctiques considerades pels seus adversaris com a terroristes. A partir d'aleshores, sentí la necessitat de restaurar la seva reputació dins de la comunitat palestina, i esdevingué un dels primers a defensar les campanyes d'atemptats i accions armades realitzades per la militància de l'OAP, entre d'altres, durant l'inici de la dècada de 1970. Christopher Dobson, qui conegué Khalaf en aquella època al Caire, el descrigué com algú que passà desapercebut entre la multitud mentre fou un de les persones més buscades per Israel.
A les seves pròpies memòries explicà com escollí els dos homes armats que dirigiren l'atac a la Vila Olímpica, en el que es conegué com la massacre de Múnic. També s'encarregà del transport de fusells d'assalt AK-47 i granades de mà en equipatge comprovat per a vols internacionals que foren usats en la massacre, emmagatzemant-se en guixetes d'estació de ferrocarril. Abu Daoud, l'ideòleg de la massacre, cità a Khalaf com a co-organitzador a les seves memòries.
Khalaf es reuní amb l'ambaixador dels EUA a Tunis, com a part d'un pla de diàleg EUA-OAP, un contacte que fou autoritzat per James Baker. Fou un personatge clau en el canvi de política de l'OAP cap a un major pragmatisme. Khalaf s'oposà a l'aliança d'Arafat amb Saddam Hussein, tant en la mesura que argumentà que no es podia fer costat a una força d'ocupació quan s'estava lluitant precisament a casa contra l'ocupació. Es rumoreja que obertament expressà el seu desacord amb el dirigent iraquià en una reunió cara a cara, i defensà la neutralitat durant la Guerra de Golf Pèrsic de 1991.

## Assassinat
Sembla que rebé suport de la CIA per a fer col·lapsar l'Organització Abu Nidal (OAN). No obstant el rumor, l'Organització per a l'Alliberament de Palestina (OAP) donà refugi a Tunis a detractor del grup armat com ell. El 14 de gener de 1991, Hamza Abu Zaid, un guàrdia palestí al servei de l'OAN, l'assassinà mentre estaven a la casa tunisiana del cap de seguretat de Fatah, Abul Hol. Zaid el disparà al cap, juntament amb Abu Hof i un altre membre de l'OAP.
La majoria de palestins assenyalaren a Abu Nidal com a culpable de l'assassinat, des que fou recolzat per Iraq, i Zaid més tard confessà haver estat en contacte amb Abu Nidal. Tot i que Patrick Seale considera que, certament, Abu Nidal està al darrere de l'assassinat, altres pensen que l'ordre vingué directament de Saddam Hussein.

## Opinió sobre el sionisme
Segons Elizabeth Thompson, Khalaf considerà el sionisme com una ideologia explotada per una elit política que manipulà la memòria del nazisme per tal de crear una sensació de persecució contra els jueus.

## Homenatge
El 24 de setembre de 2016, l'Autoritat Nacional Palestina dedicà el nom de Khalaf a una escola de Tulkarem. El governador de Tulkarem, Issam Abu Bakr, digué que l'escola fou anomenada en homenatge al «màrtir Salah Khalaf per tal de commemorar la memòria d'aquest gran lluitador nacional».

## Controvèrsia
Alguns polítics italians intentaren relacionar Abu Iyad i els palestins amb atemptats que realitzà l'extrema dreta a Itàlia, com a forma de desviar l'atenció de l'autoria ultradretana. L'advocada i ex-fiscal italiana, així com directora d'investigacions del cas de la pèrdua del vol 870 d'Itavia, Rosario Priore, argumentà en un llibre que Khalaf ordenà als activistes alemanys, vinculats amb el veneçolà Carlos el Xacal, l'atemptat de l'Estació de Bolonya de 1980. Per aquest acte foren condemnats tres neo-feixistes, un d'ells Valerio Fioravanti, suposadament per a venjar el trencament del "lodo Moro", un acord secret amb el que Aldo Moro garantí el lliure trànsit de guerrillers palestins per Itàlia. L'any 1979, després de l'arrest d'Abu Anzeh Saleh amb alguns míssils destinats a palestins, Khalaf hauria decidit contraatacar fent servir explosiu txecoslovac, proporcionat per Gaddafi, i detonat prop de les parets de la presó de Trani, en una acció per tal d'eludir l'empresonament de Saleh. Tanmateix, l'any 1981 fou alliberat malgrat no haver complert ni dos anys de reclusió. El president d'Itàlia del moment, Francesco Cossiga, donà suport a una tesi similar però acusant George Habash en comptes de Khalaf.
La justícia italiana descartà totes aquestes hipòtesis. Totes aquestes teories han estat vistes per nombrosos investigadors i periodistes italians com a intents de confusió al voltant de l'autoria feixista de la matança de Bolonya i altres com la de la Piazza Fontana de Milà o la de Peteano, i el possible suport d'aparells de l'estat, i intentar defensar la innocència dels feixistes condemnats.

## Obres publicades
- My Home, My Land: A Narrative of the Palestinian Struggle, 1981, juntament amb Eric Rouleau, ISBN 0-8129-0936-4
- «Lowering the Sword» a Foreign Affairs, 1990, pp. 91–112.